# William Edgcumbe (Politiker, 1794)
William Richard Edgcumbe, Viscount Valletort (* 19. November 1794; † 29. Oktober 1818) war ein britischer Politiker, der zweimal als Abgeordneter für das House of Commons gewählt wurde.

## Herkunft
William Edgcumbe entstammte dem englischen Adelsgeschlecht Edgcumbe. Er war der älteste Sohn von Richard Edgcumbe und dessen Frau Sophia Hobart. Nachdem sein Vater 1795 den Titel Earl of Mount Edgcumbe geerbt hatte, führte William den Höflichkeitstitel Viscount Valletort. Von 1804 bis 1810 besuchte er die Harrow School.

## Politische Tätigkeit
Als Edgcumbe volljährig wurde, wurde er 1815 als Oberstleutnant Kommandant der Miliz von Ostcornwall. Nachdem Reginald Pole-Carew, einer der beiden bisherigen Abgeordneten von Lostwithiel, sein Mandat niedergelegt hatte, wurde Edgcumbe bei einer Nachwahl am 26. März 1816 als neuer Abgeordneter des Boroughs gewählt, in dem sein Vater erheblichen politischen Einfluss besaß. Im House of Commons unterstützte er die Regierung von Lord Liverpool, unter anderem mit einer längeren Rede bei der Parlamentseröffnung am 28. Januar 1817. Als Tory stimmte er am 9. Mai 1817 gegen ein Gesetz zur Katholikenemanzipation. Bei der Unterhauswahl 1818 kandidierte Edgcumbe für das Borough Fowey. Trotz lokaler Unterstützung verlor er jedoch die Wahl gegen George Lucy, einem Kandidaten von Premierministers Lord Liverpool. Edgcumbe wandte sich darauf an den Petitionsausschuss, doch er starb, bevor es zu einer Entscheidung über die Wahl kam.
Da er unverheiratet geblieben war, wurde nun sein jüngerer Bruder Ernest zum Erben ihres Vaters.